# Метеора (фильм)
«Метеора» — второй фильм режиссёра Спироса Статулопулоса, вышедший в 2012 году. Как в дебютном фильме «PVC-1», Статулопулос выступил также в роли кинооператора и соавтора сценария, однако стилистически фильмы резко различаются. В отличие от первого фильма, снятой одним кадром истории о жестоком террористическом акте, в «Метеоре» действие происходит на родине режиссёра, в Греции, и в центре сюжета — любовь монаха и монахини из монастырей Метеоры.
Фильм был представлен в конкурсной программе Берлинского кинофестиваля 2012 года.

## История
После первого фильма, снятого в Колумбии, где Статулопулос прожил большую часть жизни, он решил обратиться к сюжету, связанному с его родиной.
Фильм снимался 21 день. Главные роли сыграли Тео Александр, известный по телесериалу «Настоящая кровь», и уроженка Баку (давно живущая в Греции) Тамила Кулиева.
Фильм был показан на фестивале «Зимняя Эйфория», который проходил в декабре 2012 года в московском кинотеатре «Ролан». 3 января 2013 года фильм вышел в прокат в России.

## Сюжет
Действие происходит в наши дни. На вершинах двух высоких скал друг напротив друга находятся два монастыря, женский и мужской. На церковную службу и за покупками монахи спускаются вниз, в ближайший городок. Молодой монах Феодор знакомится с русской монахиней Уранией и между ними возникает симпатия. Оба они пытаются побороть своё чувство, считая его греховным, однако вскоре взаимная симпатия перерастает в непреодолимую страсть…

## Художественные особенности
- В фильме почти нет диалогов, самая многословная сцена обсуждение Феодором и Уранией жития святого Иакова Постника, совершившего тяжкий грех[2].

- Присутствуют анимационные вставки, в которых символически изображены душевные переживания героев (в том числе видение ада Уранией). Анимация выполнена в стиле византийских икон. По словам режиссёра, «помимо использования анимации как средства передачи сокровенных мыслей и чувств героев и как платформу для развития повествования, мы также использовали её в качестве ссылки на многие другие мифы, парадоксы и аллегории греческого или библейского происхождения, которые так или иначе совпадали с нашей историей — такие как история об Ахиллесе и черепахе, Тесее и Ариадне в лабиринте Минотавра, об искуплении греха через Христову кровь, и, конечно, история Адама и Евы»[3].